# Teresa Świło
Teresa Świło z domu Trzepla (ur. 23 maja 1956 w Niepołomicach) – polska polityk, przedsiębiorca i działaczka samorządowa, posłanka na Sejm VII kadencji (2014–2015).

## Życiorys
Z zawodu przedsiębiorca prowadząca własną działalność gospodarczą. W 2012 uzyskała magisterium z zarządzania w Wałbrzyskiej Wyższej Szkole Zarządzania i Przedsiębiorczości. Zaangażowała się w działalność polityczną w ramach Platformy Obywatelskiej. W 2006 i w 2010 była wybierana z listy PO na radną Świdnicy.
W wyborach w 2011 bez powodzenia kandydowała do Sejmu w okręgu wałbrzyskim, otrzymując 4431 głosów. Mandat posłanki VII kadencji objęła jednak 19 marca 2014, zastępując Tomasza Smolarza, którego mandat wygasł w związku z powołaniem na urząd wojewody dolnośląskiego. Zasiadła w Komisji Edukacji, Nauki i Młodzieży oraz Komisji Infrastruktury. W 2015 nie została wybrana na kolejną kadencję. Z ramienia Koalicji Obywatelskiej wystartowała następnie do Sejmu w wyborach 2019 i 2023.

## Wyniki w wyborach ogólnopolskich
| Wybory | Komitet wyborczy   | Komitet wyborczy      | Organ             | Okręg | Wynik        |
| ------ | ------------------ | --------------------- | ----------------- | ----- | ------------ |
| 2011   |                    | Platforma Obywatelska | Sejm VII kadencji | nr 2  | 4431 (1,96%) |
| 2015   | Sejm VIII kadencji | Platforma Obywatelska | 3102 (1,33%)      | nr 2  |              |
| 2019   |                    | Koalicja Obywatelska  | Sejm IX kadencji  | nr 2  | 2085 (0,74%) |
| 2023   | Sejm X kadencji    | Koalicja Obywatelska  | 1328 (0,41%)      | nr 2  |              |